# Казахстан на Чемпіонаті світу з водних видів спорту 2015
Казахстан взяв участь у Чемпіонаті світу з водних видів спорту 2015, який пройшов у Казані (Росія) від 24 липня до 9 серпня.

## Плавання на відкритій воді
П'ятеро казахських спортсменів кваліфікувалися на змагання з плавального марафону на відкритій воді.
| Спортсмен                                           | Дисципліна        | Час           | Місце         |
| --------------------------------------------------- | ----------------- | ------------- | ------------- |
| Тімур Абжанов                                       | 5 км (чоловіки)   | 1:01:54.2     | 42            |
| Кенессари Кененбаєв                                 | 5 км (чоловіки)   | 59:47.0       | 38            |
| Кенессари Кененбаєв                                 | 10 км (чоловіки)  | 2:05:43.6     | 61            |
| Віталій Худяков                                     | 10 км (чоловіки)  | 1:51:33.7     | 32            |
| Віталій Худяков                                     | 25 км (чоловіки)  | 5:03:16.3     | 13            |
| Марія Іванова                                       | 5 км (жінки)      | 1:09:22.8     | 37            |
| Марія Іванова                                       | 10 км (жінки)     | 2:20:44.9     | 50            |
| Ксенія Романчук                                     | 10 км (жінки)     | 2:16:23.8     | 47            |
| Ксенія Романчук                                     | 25 км (жінки)     | Не фінішувала | Не фінішувала |
| Кенессари Кененбаєв Віталій Худяков Ксенія Романчук | командні змагання | 1:02:12.7     | 20            |

## Плавання
Казахські плавці виконали кваліфікаційні нормативи в дисциплінах, які наведено в таблиці (не більш як 2 плавці на одну дисципліну за часом нормативу A, і не більш як 1 плавець на одну дисципліну за часом нормативу B):
Чоловіки
| Спортсмен       | Дисципліна   | Попередній заплив | Попередній заплив | Півфінал | Півфінал | Фінал           | Фінал           |
| Спортсмен       | Дисципліна   | Час               | Місце             | Час      | Місце    | Час             | Місце           |
| --------------- | ------------ | ----------------- | ----------------- | -------- | -------- | --------------- | --------------- |
| Дмитро Баландін | 50 м брасом  | 27.47             | =13 Q             | 27.24 AS | 9        | Завершив виступ | Завершив виступ |
| Дмитро Баландін | 100 м брасом | 59.38             | 3 Q               | 59.39    | 4 Q      | 59.42           | 4               |
| Дмитро Баландін | 200 м брасом | 2:09.76           | 4 Q               | 2:09.22  | 6 Q      | 2:09.58         | 6               |

Жінки
| Спортсменка      | Дисципліна     | Попередній заплив | Попередній заплив | Півфінал         | Півфінал         | Фінал            | Фінал            |
| Спортсменка      | Дисципліна     | Час               | Місце             | Час              | Місце            | Час              | Місце            |
| ---------------- | -------------- | ----------------- | ----------------- | ---------------- | ---------------- | ---------------- | ---------------- |
| Катерина Руденко | 50 м на спині  | 28.67             | =20               | Завершила виступ | Завершила виступ | Завершила виступ | Завершила виступ |
| Катерина Руденко | 100 м на спині | 1:01.62           | =29               | Завершила виступ | Завершила виступ | Завершила виступ | Завершила виступ |

## Синхронне плавання
Повна команда з дванадцяти казахських спортсменок кваліфікувалася на змагання з синхронного плавання в наведених нижче дисциплінах.
| Спортсменка | Дисципліна                    | Попередні змагання | Попередні змагання | Фінал            | Фінал            |
| Спортсменка | Дисципліна                    | Очки               | Місце              | Очки             | Місце            |
| --- | ----------------------------- | ------------------ | ------------------ | ---------------- | ---------------- |
| Олександра Неміч Катерина Неміч | дует, технічна програма       | 80.9472            | 15                 | Завершили виступ | Завершили виступ |
| Айгерім Анарбаєва Айгерім Іссаєва* Ксенія Качуріна Юлія Кемпель Айда Меймантай* Аліна Маткова Айсулу Нуризбаєва Крістіна Тинбаєва Аміна Єрмаханова Айгерім Жексембінова                                 | група, технічна програма      | 77.0015            | 16                 | Завершили виступ | Завершили виступ |
| Айгерім Анарбаєва Айгерім Іссаєва Ксенія Качуріна Юлія Кемпель Айда Меймантай Аліна Маткова Айсулу Нуризбаєва Олександра Неміч* Катерина Неміч* Крістіна Тинбаєва Аміна Єрмаханова Айгерім Жексембінова | комбінація, довільна програма | 80.1000            | 14                 | Завершили виступ | Завершили виступ |

## Водне поло

### Чоловічий турнір
Склад команди
- Олександр Фьодоров
- Сергій Губарєв
- Олександр Аксьонов
- Роман Пилипенко
- Володимир Ушаков
- Олексій Шмідер
- Мурат Шакенов
- Антон Коляденко
- Рустам Укуманов
- Євген Медведєв
- Равіль Манафов
- Бранко Пекович
- Валерій Шлемов

Груповий етап
| Поз | Команда   | І | В | Н | П | ГЗ | ГП | РГ  | О | Кваліфікація         |
| --- | --------- | - | - | - | - | -- | -- | --- | - | -------------------- |
| 1   | Угорщина  | 3 | 3 | 0 | 0 | 52 | 13 | +39 | 6 | Вийшли у чвертьфінал |
| 2   | Казахстан | 3 | 2 | 0 | 1 | 34 | 24 | +10 | 4 | Вийшли в плей-оф     |
| 3   | ПАР       | 3 | 1 | 0 | 2 | 17 | 37 | −20 | 2 | Вийшли в плей-оф     |
| 4   | Аргентина | 3 | 0 | 0 | 3 | 17 | 46 | −29 | 0 |                      |

| 27 липня 2015 17:30 | протокол | Угорщина                                 | 14 – 5 | Казахстан | Казань Attendance: 1,180 |
| 27 липня 2015 17:30 | протокол | Рахунок за періодами: 4–0, 3–0, 5–2, 2–3 |        |           | Казань Attendance: 1,180 |
| 27 липня 2015 17:30 | протокол | Харай 4                                  | Голів  | Ушаков 2  | Казань Attendance: 1,180 |

| 29 липня 2015 10:50 | протокол | Казахстан                                | 15 – 7 | Аргентина | Казань Attendance: 1,016 |
| 29 липня 2015 10:50 | протокол | Рахунок за періодами: 5–2, 3–3, 5–1, 2–1 |        |           | Казань Attendance: 1,016 |
| 29 липня 2015 10:50 | протокол | Аксьонов, Пекович 4                      | Голів  | Яньєс 3   | Казань Attendance: 1,016 |

| 31 липня 2015 09:30 | протокол | ПАР                                      | 3 – 14 | Казахстан  | Казань Attendance: 884 |
| 31 липня 2015 09:30 | протокол | Рахунок за періодами: 0–4, 1–3, 1–5, 1–2 |        |            | Казань Attendance: 884 |
| 31 липня 2015 09:30 | протокол | троє гравців 1                           | Голів  | Аксьонов 5 | Казань Attendance: 884 |

Плей-оф
| 2 серпня 2015 18:50 | протокол | Казахстан                                | 8 – 12 | Чорногорія        | Казань Attendance: 2,896 |
| 2 серпня 2015 18:50 | протокол | Рахунок за періодами: 3–2, 2–3, 1–5, 2–2 |        |                   | Казань Attendance: 2,896 |
| 2 серпня 2015 18:50 | протокол | Губарєв 3                                | Голів  | Бргулян, Янович 3 | Казань Attendance: 2,896 |

Півфінали за 9-12-те місця
| 4 серпня 2015 12:10 | протокол | Канада                                   | 9 – 7 | Казахстан  | Казань Attendance: 421 |
| 4 серпня 2015 12:10 | протокол | Рахунок за періодами: 1–2, 5–0, 2–3, 1–2 |       |            | Казань Attendance: 421 |
| 4 серпня 2015 12:10 | протокол | Конвей 4                                 | Голів | Аксьонов 3 | Казань Attendance: 421 |

Матч за 11-те місце
| 6 серпня 2015 10:50 | протокол | Казахстан                                | 11 – 7 | ПАР        | Казань Attendance: 450 |
| 6 серпня 2015 10:50 | протокол | Рахунок за періодами: 4–2, 1–2, 2–1, 4–2 |        |            | Казань Attendance: 450 |
| 6 серпня 2015 10:50 | протокол | Аксьонов 7                               | Голів  | П Ле Руа 3 | Казань Attendance: 450 |

### Жіночий турнір

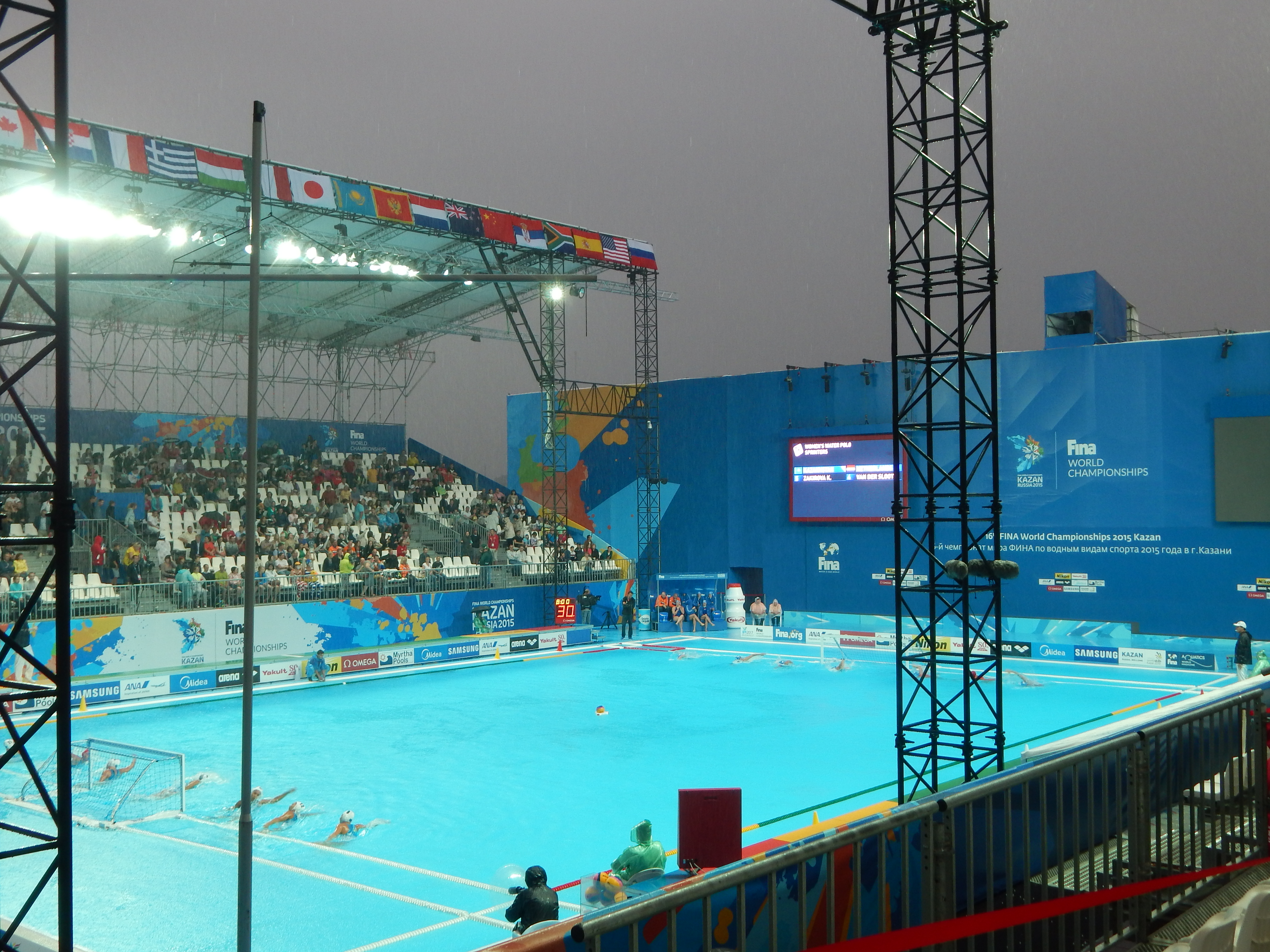
Гра плей-оф між Нідерландами і Казахстаном відбувалась під час зливи

Склад команди
- Олександра Жаркімбаєва
- Аружан Єгембердиєва
- Айжан Акілбаєва
- Анна Турова
- Каміла Закірова
- Оксана Тихонова
- Заміра Мирзабекова
- Оксана Сайчук
- Дар'я Муравйова
- Дар'я Рога
- Анастасія Міршина
- Ассем Муссарова
- Дар'я Рижинська

Груповий етап
| Поз | Команда       | І | В | Н | П | ГЗ | ГП | РГ  | О | Кваліфікація         |
| --- | ------------- | - | - | - | - | -- | -- | --- | - | -------------------- |
| 1   | Іспанія       | 3 | 3 | 0 | 0 | 49 | 15 | +34 | 6 | Вийшли у чвертьфінал |
| 2   | Канада        | 3 | 2 | 0 | 1 | 38 | 22 | +16 | 4 | Вийшли в плей-оф     |
| 3   | Казахстан     | 3 | 1 | 0 | 2 | 25 | 35 | −10 | 2 | Вийшли в плей-оф     |
| 4   | Нова Зеландія | 3 | 0 | 0 | 3 | 12 | 52 | −40 | 0 |                      |

| 26 липня 2015 10:50 | протокол | Казахстан                                | 7 – 14 | Іспанія  | Казань Attendance: 993 |
| 26 липня 2015 10:50 | протокол | Рахунок за періодами: 0–4, 2–5, 1–1, 4–4 |        |          | Казань Attendance: 993 |
| 26 липня 2015 10:50 | протокол | Міршина 3                                | Голів  | Пареха 5 | Казань Attendance: 993 |

| 28 липня 2015 21:30 | протокол | Канада                                   | 17 – 4 | Казахстан | Казань Attendance: 240 |
| 28 липня 2015 21:30 | протокол | Рахунок за періодами: 4–1, 2–1, 3–2, 8–0 |        |           | Казань Attendance: 240 |
| 28 липня 2015 21:30 | протокол | М. Еггенс 5                              | Голів  | Міршина 2 | Казань Attendance: 240 |

| 30 липня 2015 17:30 | протокол | Казахстан                                | 14 – 4 | Нова Зеландія | Казань Attendance: 985 |
| 30 липня 2015 17:30 | протокол | Рахунок за періодами: 3–0, 4–0, 4–1, 3–3 |        |               | Казань Attendance: 985 |
| 30 липня 2015 17:30 | протокол | Акілбаєва 6                              | Голів  | Д. Льюїс 3    | Казань Attendance: 985 |

Плей-оф
| 1 серпня 2015 17:30 | протокол | Казахстан                                | 1 – 21 | Нідерланди | Казань Attendance: 2,150 |
| 1 серпня 2015 17:30 | протокол | Рахунок за періодами: 0–4, 0–7, 0–6, 1–4 |        |            | Казань Attendance: 2,150 |
| 1 серпня 2015 17:30 | протокол | Міршина 1                                | Голів  | Сміт 5     | Казань Attendance: 2,150 |

Півфінали за 9-12-те місця
| 3 серпня 2015 13:30 | протокол | Казахстан                                | 5 – 10 | Бразилія  | Казань Attendance: 155 |
| 3 серпня 2015 13:30 | протокол | Рахунок за періодами: 1–2, 0–4, 2–4, 2–0 |        |           | Казань Attendance: 155 |
| 3 серпня 2015 13:30 | протокол | Міршина 3                                | Голів  | Шяппіні 3 | Казань Attendance: 155 |

Матч за 11-те місце
| 5 серпня 2015 10:50 | протокол | Канада                                   | 20 – 4 | Казахстан | Казань Attendance: 235 |
| 5 серпня 2015 10:50 | протокол | Рахунок за періодами: 4–1, 5–1, 5–2, 6–0 |        |           | Казань Attendance: 235 |
| 5 серпня 2015 10:50 | протокол | М. Еггенс 5                              | Голів  | Міршина 2 | Казань Attendance: 235 |